# Loveline Nimo Bauer
Pour les articles homonymes, voir Yaya Mbilé Bitang.
Loveline Nimo Bauer est une actrice camerounaise originaire de Bamenda la région du Nord-ouest du Cameroun.

## Biographie

### Études et formation
Loveline Nimo intègre un centre de formation cinématographique à Bamenda, Ruphina's House, où elle a été formée en art cinématographique. Elle est également diplômée de l'Université de Bamenda, titulaire d'une licence en économie et d'un diplôme national supérieur en gestion immobilière de l'École normale supérieure de Kumba, dans la région du Sud-Ouest.

### Carrière
Loveline Nimo, depuis son couronnement comme meilleure actrice camerounaise au Festival des Écrans Noirs, qui s'est tenu du 1er au 8 octobre à Yaoundé, cette actrice montante originaire de Mankon, dans la région du Nord-Ouest, fait une parution dans le public du 7er art au Cameroun. Son rôle exceptionnel dans le film camerounais The Planter's Plantation a fait d'elle une star émergente du cinéma camerounais. Sa carrière d'actrice remonte à 2012, lorsqu'elle a joué dans le film Out of the Blues. Depuis 2012, elle joue dans plusieurs films, dont «Saving Mbango», «The Fisherman's Diary», «Shrill», ainsi qu'un second rôle dans le film «4th Generation».

## Filmographie
| Titre                    | réalisateur               | genre                | date                 | Rôle        | Pays     |
| ------------------------ | ------------------------- | -------------------- | -------------------- | ----------- | -------- |
| Light                    | Kini Wolfgang             | court-métrage. drame | 21 juillet 2023      | Liya        | Cameroun |
| Stripping                | E.C. Brownesh             | drame                | 10 juillet 2020      | Naomi       | Cameroun |
| The Planter's Plantation | Eystein Young Dingha      | drame                | 7 octobre 2022       | Enanga      | Cameroun |
| 4th Generation           | Cosson Chinepoh           | drame                | 27 novembre 2020     | Fende       | Cameroun |
| Another Evening          | Dinga Noela, Daniel Fofou | drame                | novembre 2020        | Artiste     | Cameroun |
| Saving Mbango            | Nkanya Nkwai              | drame                | 27 avril 2020        | Nurse       | Cameroun |
| The Fisherman's Diary    | Enah Johnscott            | drame                | 4 avril 2021(France) | Senior Ekah | Cameroun |

## Prix et récompenses
- 2022, elle joue dans le film «The Planter's Plantation» de Eystein Young Dingha avec lequel elle est désignée meilleure actrice au Afriff Globe Awards, au Festival Ecrans Noirs[3].
- Canal 2'Or 2023, catégorie meilleur comédienne[4].
- Lors de la 6 ème édition du festival international du film du Cameroun (CAMIFF) dans la ville de Buéa, Meilleure actrice générale : Nimo Loveline[5].
- Sotigui du meilleur(e) acteur(e) de l’Afrique Centrale : Loveline Nimo dans «The Planter’s Plantation» de Eystein Young Dingha (Cameroun)[6].
- prix du meilleur rôle féminin par Nimo Loveline lors de la cérémonie de clôture de la 23ᵉ édition du festival international du cinéma africain de Khouribga (FICAK) au Maroc[7].
- LFC Awards d’interprétation féminine dans un 1er rôle[8].